# Christian Friedrich Nasse

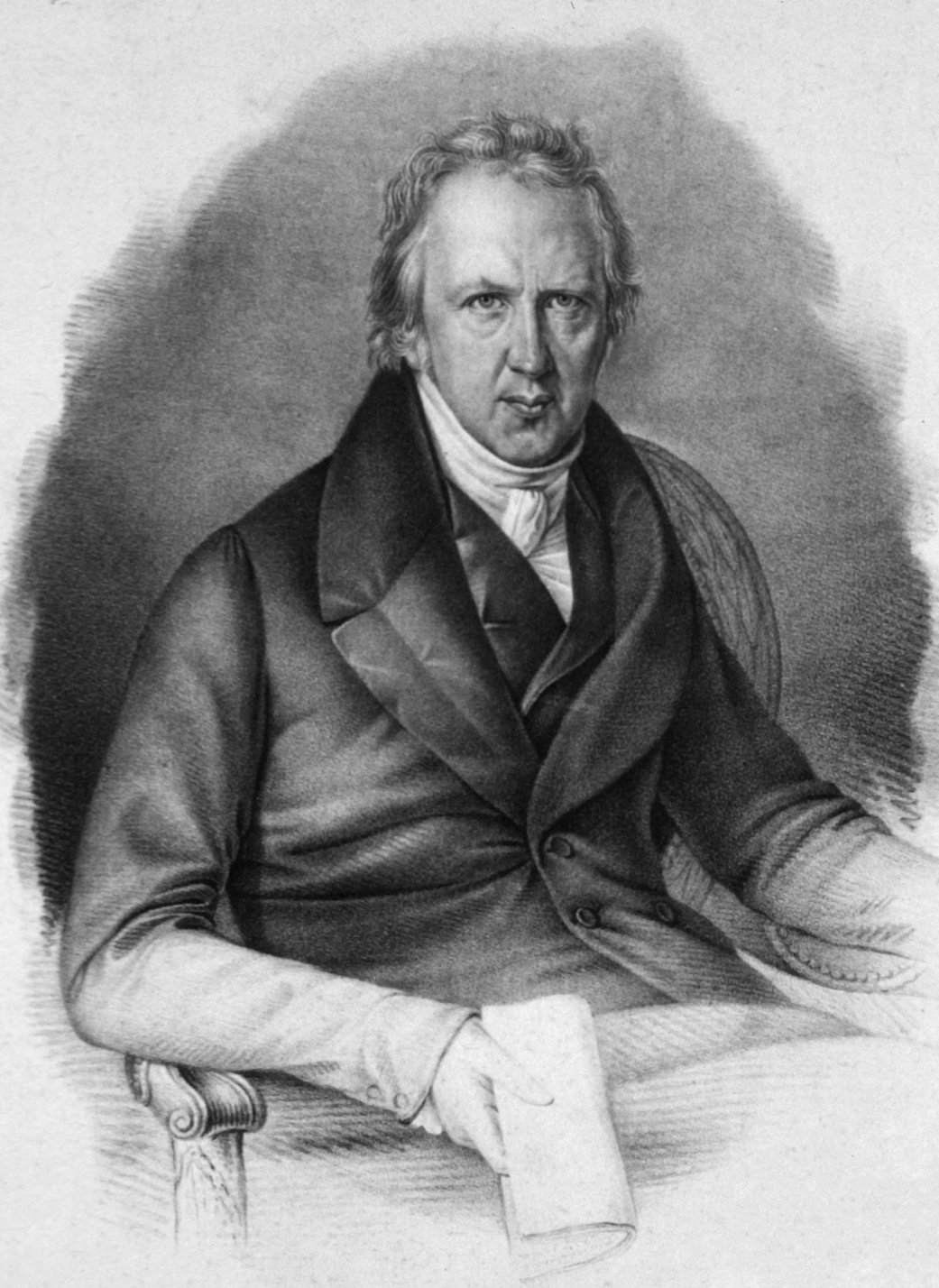
Christian Friedrich Nasse

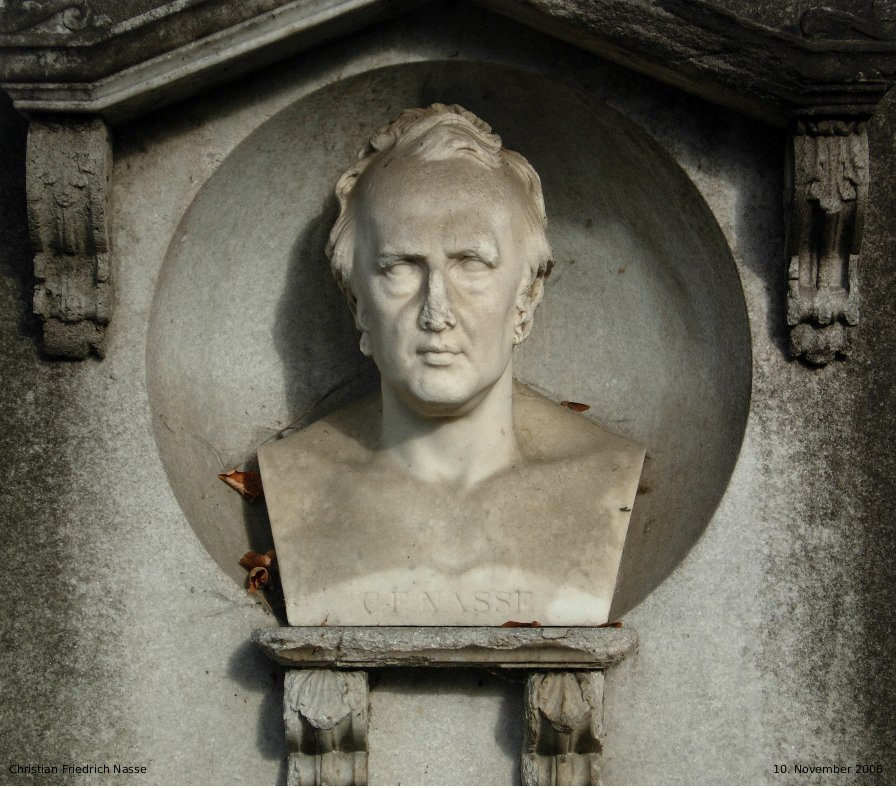
Büste Nasses auf dem Bonner Friedhof, Bildhauer Bernhard Afinger, 1856.

Christian Friedrich Nasse (* 18. April 1778 in Bielefeld; † 18. April 1851 in Marburg) war ein deutscher Internist und Psychiater.

## Leben
Nach kurzer kaufmännischer Ausbildung begann er 1796 sein Medizinstudium in Halle (Saale). Nach seiner Promotion ließ er sich 1801 in Bielefeld als praktischer Arzt nieder. Später übernahm er die Leitung des dortigen Armenhauses.
1814 verließ er Bielefeld, übte Tätigkeiten in Göttingen, Leipzig und Dresden aus, war Schüler von Johann Christian Reil und wurde 1815 Professor der Inneren Medizin in Halle, bevor er 1819 einem Ruf an die Bonner Universität folgte, wo er den Lehrstuhl der Medizinischen Klinik bekleidete und bis zu seinem Tod lehrte.
Er gehörte zur ersten Professorengeneration der Bonner Universität und war der erste deutsche Vertreter der Vivisektion. Viele in- und ausländische Patienten suchten ihn auf, vor allem viele Gemüts- und Geisteskranke. Aus dieser Tätigkeit heraus gründete er ein mit seinem Sohn Werner Nasse gemeinsam geleitetes Privatinstitut. 1818 gründete er die Zeitschrift für psychische Aerzte, die ab 1823 unter dem Titel Jahrbücher für Anthropologie weiter erschien. Mit seinem Freund Carl Wigand Maximilian Jacobi war er zudem Herausgeber der Zeitschrift für Heilung und Beurtheilung krankhafter Seelenstörungen. Er engagierte sich stark für eine Psychiatriereform und gilt als erster deutscher Kliniker, der die Diagnostik am Krankenbett ausgeübt und in die Vorlesungen eingebracht hat. Nasse propagierte auch die Auskultation, Perkussion und Temperaturmessung.
Sein Grab befindet sich auf dem Alten Friedhof in Bonn. Er war der Großvater des Historikers Carl von Noorden. Seine Söhne Karl Friedrich Werner Nasse und Hermann Nasse sowie sein Enkel Otto Nasse wurden ebenfalls Mediziner.

## Werke (Auswahl)

### Als alleiniger Autor
- Dissertatio De Neuritide – Specimen Inaugurale Medicum. Halle 1800. Digitalisat
- Von dem Krankenhause zur Bildung angehender Aerzte zu Halle und der damit verbundenen Krankenbesuchsanstalt. Renger: Halle 1816. Digitalisat
- Untersuchungen zur Lebensnaturlehre und Heilkunde. 1818.
- Ueber das Verhältniß des Gehirns und Rückenmarks zur Belebung des übrigen Körpers. Curt: Halle 1818. Digitalisat
- Leichenöffnungen – zur Diagnostik und pathologischen Anatomie. Adolph Marcus: Bonn 1821. Digitalisat
- Die Aufgabe der Anthropologie. 1823.
- Von der Stellung der Aerzte im Staate. C. Cnobloch: Leipzig 1823. Digitalisat.
- Das Medicinische Klinikum zu Bonn. Hölscher, Coblenz 1825. (36 Seiten)
- Ueber den Begriff und die Methode der Physiologie. C. Cnobloch: Leipzig 1826. Digitalisat
- Ueber die richterliche Frage an den Arzt zur Beurtheilung psychischer Zustände. Leipzig 1826. Digitalisat
- Handbuch der speziellen Therapie. Leipzig 1830.
- Versuch einer praktischen Eintheilung der Hautkrankheiten. 1834.
- Anleitung zur Uebung angehender Aerzte in Krankheits-Beobachtung und Beurtheilung. T. Habicht: Bonn 1834. Digitalisat
- Die Unterscheidung des Scheintodes vom wirklichen Tode; zur Beruhigung über die Gefahr, lebendig begraben zu werden. T. Habicht: Bonn 1841. Digitalisat
- Handbuch der allgemeinen Therapie. T. Habicht: Bonn 1842. Digitalisat
- Die Isogenesis, ein Naturgesetz. Eduard Weber: Bonn 1844. Digitalisat
- Die Behandlung der Gemüthskranken und Irren durch Nicht-Aerzte. Bonn 1844.
- Aufruf zur thätigeren Sorgfalt für die Gesundheit der Fabrik-Arbeiter. Friedrich Enke: Bonn 1845. Digitalisat
- Zum Schutz der Handwerker in den Fabriken. Bonn 1846.
- Verbrennung und Athmen, chemische Thätigkeit und organisches Leben. Eduard Weber: Bonn 1846. Digitalisat
- Die Verhütung und Unterscheidung der Gemüths-Krankheiten. (= Besonders-Abdruck aus der Rheinischen Monatsschrift für praktische Aerzte) M. DuMont-Schauberg: Köln 1848. Digitalisat

### Übersetzungen
- Alexander Volta’s Schriften über Elektricität und Galvanismus aus dem Italiänischen und Französischen übersetzt von Dr. C.F. Nasse, Erster Band. Schimmelpfennig, Halle 1803. (270 Seiten)
- Deutsch-Lateinisches Wörterbuch für Medicin-Studirende nach Celsus, Plinius und anderen von Leo Levie (Rotterdam) und einer Vorrede von Friedrich Nasse. Adolph Marcus: Bonn & Gerold: Wien 1833. (325 Seiten) Digitalisat

### Veröffentlichungen im Autorenkollektiv
- Carl Arnold Wilmans, Christian Friedrich Nasse: Bericht an die hiesigen Einwohner über die hiesige Armenkrankenverpflegungsanstalt. Küsters, Bielefeld 1810.
- Carl Arnold Wilmans, Christian Friedrich Nasse: Fortgesetzter Bericht über die hiesige Krankenverpflegungsanstalt. Küsters, Bielefeld 1811.
- Johann Franz Wenceslaus Krimer, Christian Friedrich Nasse: Untersuchungen über die nächste Ursache des Hustens: Mit Beziehung auf die Lehren vom Athemholen und vom Croup. Carl Cnobloch, Leipzig 1819.
- Victor Collin, Franz Jacob Bourel, Christian Friedrich Nasse: Die Untersuchung der Brust zur Erkenntniss der Brustkrankheiten. Schmitz, Köln 1828.
- Elias Regnault, F. A. Bourel, Christian Friedrich Nasse: Das gerichtliche Urtheil der Aerzte über zweifelhafte psychische Zustände insbesondere über die sogenannte Momomanie, juristisch-psychologisch beleuchtet. Pappers, Köln 1830.
- Franz Carvela, Franz Xaver Melicher, Christian Friedrich Nasse: Beobachtungen über die Heilung der Rhachitis. Habicht, Bonn 1835.
- Jonathan Osborne, Anton Soer, Christian Friedrich Nasse: Pathologie und Therapie der Wassersuchten. Knobloch, Leipzig 1840.
- Valentin Hansen, Christian Friedrich Nasse: Die Salpetersäure innerlich gereicht als Heilmittel der Bright’schen Krankheit oder Albuminurie. Lintz, Trier 1843.
- A. Mayer(Burgsteinfurt), Christian Friedrich Nasse: Die Krankheiten des Zwölffingerdarms: ein pathologischer Versuch. Bötticher, Düsseldorf 1844. (141 Seiten)
- als Hrsg. mit Ernst Horn, Adolf Henke und Wagner: Archiv für medizinische Erfahrung. Zeitschrift (66 Bänder nebst Univ.-Reg.), Rein / (ab Band 3:) Rücker, Leipzig/Berlin 1801–1836 (Jahrgang 1809–1831 auch: Archiv für praktische Medizin und Klinik).

### Periodika
- Carl August von Eschenmayer (Tübingen), Dietrich Georg Kieser (Jena), Christian Friedrich Nasse, Christian Gottfried Daniel Nees von Esenbeck (Bonn): Archiv für den Thierischen Magnetismus. Leipzig 1817–1824. (12 Bände)
- Christian Friedrich Nasse: Zeitschrift für psychische Ärzte. Cnobloch, Leipzig 1818–1822.
- Christian Friedrich Nasse: Zeitschrift für die Anthropologie. Cnobloch, Leipzig 1823–1826.
- Christian Friedrich Nasse: Jahrbücher für Anthropologie und zur Pathologie und Therapie des Irrseyns. Cnobloch, Leipzig 1830-
- Christian Friedrich Nasse, Hermann Nasse: Untersuchungen zur Physiologie und Pathologie. Habicht, Bonn 1835–1839.
- Andreas Gottschalk, Christian Friedrich Nasse: Sammlung zur Kenntnis der Gehirn- und Rückenmarkskrankheiten, Erstes Heft. Hallberger, Stuttgart 1837. (232 Seiten, mit Beiträgen von George Kellie, Benjamin Collins Brodie und John Sims)
- Andreas Gottschalk, Christian Friedrich Nasse: Sammlung zur Kenntnis der Gehirn- und Rückenmarkskrankheiten, Zweites Heft. Hallberger, Stuttgart 1838. (225 Seiten, mit Beiträgen von Philippe Hutin(Paris), M. Eager, M. Rufz und Jean Baptiste Hippolyte Dance(Paris))
- Andreas Gottschalk, Christian Friedrich Nasse: Sammlung zur Kenntnis der Gehirn- und Rückenmarkskrankheiten, Drittes Heft. Hallberger, Stuttgart 1840. (241 Seiten, mit Beiträgen von Jean-Baptiste Cazauvieilh(Paris), Louis Francisque Lélut, Jean Baptiste Hippolyte Dance(Paris) und Richard Bright)

## Ehrungen und Auszeichnungen
- 1818: Mitglied der Leopoldina[6]
- 1829: Geheimer Medizinalrat
- 1833: Roter Adlerorden, 3. Klasse mit Schleife
- 1850: Roter Adlerorden, 2. Klasse
- 1850: Gründung der Nasse-Stiftung
- 1869: Widmung der Nasse-Straße in Bonn[7]

Nach Nasse ist auch die Station Nasse (Hauptgebäude, Medizinische Klinik I, Bonn) benannt.